# 二郎山报春
二郎山报春（学名：Primula epilosa）为报春花科报春花属下的一个种。

## 扩展阅读
- 維基物種上的相關：二郎山报春